# Augusto Cabrita
Augusto Cabrita, né le 16 mars 1923 à Barreiro et mort le 11 février 1993 à Lisbonne, est un photographe portugais

## Travail
Il a réalisé l'illustration photographique de l'œuvre littéraire de Carlos de Oliveira, a réalisé des pochettes de disques pour Amália Rodrigues et Carlos Paredes, a couvert la visite d'Élisabeth II au Portugal en 1957, a dirigé la photographie de Belarmino de Fernando Lopes en 1964...
Il est décoré de l'ordre de l’Infant Dom Henrique en 1985.

## Distinctions
- Commandeur de l'ordre de l'Infant Dom Henri (1985)